# Пшемков
Пшемков (пољ. Przemków) град је у Пољској у Војводству доњошлеском. По подацима из 2012. године број становника у месту је био 6500.

## Становништво
| 2012. |
| ----- |
| 6.500 |

## Партнерски градови
- Званични веб-сајт